# Джонс, Билл
Билл Джонс (англ. Bill Jones; 13 мая 1921 — 26 декабря 2010) — английский футболист, игрок «Ливерпуля» (1938—1954).

## Карьера

### Клубная
Первоначально выступал за Hayfield St Matthews, в 1938 г. был приглашён в «Ливерпуль», однако его полноценный дебют за команду состоялся лишь после возобновления национального первенства в 1946 г. С этого момента он становится одним из ключевых игроков «Ливерпуля». Принимал участие в первом в истории клуба кубковом финале, состоявшемся на «Уэмбли» в 1950 году, в котором «красным» противостояли столичные «канониры», которые и выиграли трофей. Однако, после своего успеха в первом национальном первенстве послевоенного периода, команду преследовали неудачи, и к моменту завершения карьеры игрока (1953/1954), клуб вылетел из Первого дивизиона.

### В сборной
Дважды привлекался в сборную Англии.
Впоследствии был выступал и тренировал клуб Ellesmere Port, после чего вернулся в «Ливерпуль», работая на протяжении 1960-1970-х гг. «разведчиком» открыл много талантливых игроков.

## Личная жизнь
Является дедом известного защитника «красных» Роба Джонса, выступавшего за «красных» в 1991—1999 гг.